# Proteste per la morte di Mahsa Amini
Le proteste per la morte di Mahsa Amini sono state una serie di manifestazioni iniziate a Teheran il 16 settembre 2022 e terminate nel corso del 2023, come reazione all'uccisione della ventiduenne Mahsa Amini (in persiano مهسا امینی‎). La ragazza è stata arrestata dalla polizia morale per aver violato la legge sull'obbligo dell'hijab, avendolo indossato in maniera «impropria» durante la sua visita alla capitale da Saqqez. Secondo i testimoni è stata colpita con forza dagli agenti della polizia morale, asserzione negata dalle autorità iraniane.
Le proteste si sono rapidamente estese dalla città natale di Amini, Saqqez, ad altre città della provincia del Kurdistan e di altre province. In risposta a queste manifestazioni, il governo iraniano ha attuato delle interruzioni regionali dell'accesso a Internet a partire dal 19 settembre, seguite da diffusi black out della rete insieme a restrizioni a livello nazionale sull'uso dei social media man mano che le proteste si sono diffuse. L'Āyatollāh Ali Khamenei, Guida suprema dell'Iran, ha liquidato i disordini etichettandoli semplicisticamente come «rivolte» e come una «guerra ibrida» causata da Stati stranieri e dissidenti all'estero. Le donne e gli studenti hanno svolto un ruolo chiave nelle manifestazioni. Oltre alle richieste di maggiori diritti per le donne, le proteste chiedono il rovesciamento della Repubblica islamica: si distinguono così dai precedenti grandi movimenti di protesta in Iran che si sono focalizzati sui risultati elettorali o sui problemi economici. Le manifestazioni sono state descritte dal Guardian come la minaccia maggiore al governo dalla rivoluzione islamica iraniana del 1979. Diversamente dalle proteste del 2019-2020, quelle del 2022 sono state «a livello nazionale, diffuse tra classi sociali, università, strade e scuole», al punto che alcuni analisti le definiscono come una possibile seconda rivoluzione iraniana di segno opposto.
Secondo l'organizzazione no-profit Iran Human Rights, al 29 novembre 2022 almeno 448 persone, di cui 60 minori, sono state uccise a seguito dell'intervento del governo, che ha utilizzato gas lacrimogeni e colpi di arma da fuoco – rendendo queste le proteste più sanguinose da quelle del 2019-2020, che hanno comportato più di 1 500 vittime. Questa risposta da parte del governo è stata ampiamente condannata.

## Antefatti
Poco dopo la rivoluzione islamica del 1979 le donne iraniane sono state legalmente obbligate a coprirsi completamente i capelli in pubblico con un hijab. L'applicazione della legge è stata facilitata durante il mandato 2013-2021 del presidente Hassan Rouhani, venendo poi intensificata dal successore Ebrahim Raisi. Mahsa Amini, donna curdo-iraniana di 22 anni, è stata arrestata dalla polizia morale il 14 settembre 2022 per aver indossato l'hijab in modo «improprio». La polizia è stata accusata di averla picchiata e di averle inflitto un trauma cranico mortale; Amini fu dichiarata morta il 16 settembre.

## Proteste
(Iscrizione posta sulla tomba di Mahsa Amini, sepolta a Saqqez, divenuta poi slogan delle proteste)
I primi movimenti ci furono grazie alle donne, che chiedevano la rimozione dell'obbligo dell'hijab; queste proteste sono poi diventate di causa nazionale. A differenza di alcune proteste precedenti – come quelle del 2019-2020–, le nuove manifestazioni hanno coinvolto sia le classi medie urbane che le aree di lavoro rurali, oltre che ad alcune basi di potere della Repubblica islamica come le città di Mashhad e Qom. È stata la prima volta che così tante studentesse hanno partecipato ad una manifestazione.
Pur continuando a protestare contro la morte di Amini e chiedendo la fine dell'obbligo dell'hijab, gli iraniani hanno anche richiesto maggiori libertà e più diritti per le donne, protestando contro la polizia morale, l'Ayatollah e il regime teocratico.
Diversamente dalle precedenti proteste, sembra i manifestanti chiedano un cambiamento totale del governo, piuttosto che limitarsi a delle riforme. In un sondaggio di GAMAAN – un'organizzazione no-profit olandese che studia l'attitudine degli iraniani riguardo temi sociali e politici – del novembre 2022, almeno tre quarti della popolazione si sono opposte all'hijab obbligatorio; di questi, l'84% preferirebbe una forma di stato laica piuttosto che la teocrazia. Per Radio Free Europe, le difficoltà economiche e le pessime condizioni di vita hanno contribuito alla crescita delle proteste. Il New Tork Times ha dettagliato le richieste iraniane come «l'aumento dei prezzi, l'alto tasso di disoccupazione, la corruzione (e) la repressione politica», identificando la debole economia del Paese come una forza trainante delle proteste; secondo un rapporto del 2021, un terzo della popolazione vive in povertà. Il conservatore Abdolreza Davari ha citato una statistica secondo cui il 95% degli iraniani è «preoccupato per il proprio sostentamento oggi e per il futuro proprio e dei propri figli». Solo il 15% delle donne iraniane è nel mercato del lavoro: il Paese si è classificato al 143º posto su 146 nel Global Gender Gap Report del 2022, in parte a causa della legge che vieta alle donne di prendere parte nelle organizzazioni governative.
In risposta alle proteste, parte della popolazione ha tenuto delle manifestazioni a sostegno del governo iraniano nel tentativo di contestarle: il governo ha definito queste contro-proteste «spontanee». I manifestanti filogovernativi hanno richiesto l'esecuzione dei manifestanti antigovernativi e si sono riferiti a loro come «soldati di Israele» mentre gridavano «morte all'America» e «morte a Israele», riflettendo la narrativa dei governanti clericali iraniani di addossare la colpa dei disordini all'estero.
La copertura mediatica è stata ostacolata dalle restrizioni iraniane riguardo la libertà di parola, dalle continue interruzioni della rete e dagli arresti di alcuni giornalisti. Sebbene NBC News sia riuscito a mantenere un corrispondente a Teheran, la maggior parte dei media occidentali ha dovuto fare affidamento sulle proprie reti di contatti, sui gruppi per i diritti umani e sui contenuti presenti nei social media. Secondo BBC News, il governo ha attuato una campagna di disinformazione diffondendo video e interviste false sulle piattaforme, tentando di accusare i media occidentali di aver divulgato notizie false.

### Azioni dei manifestanti

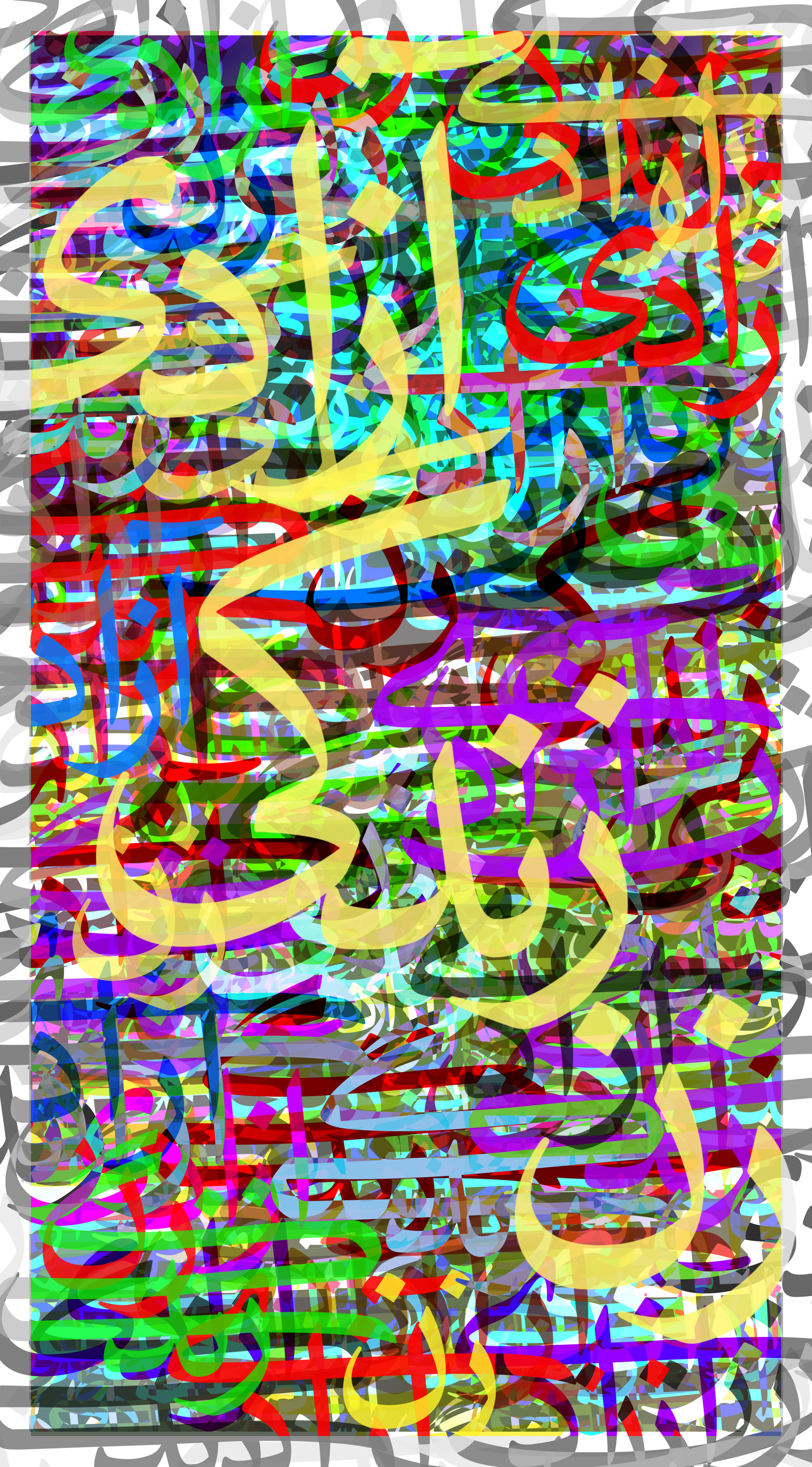
Uno degli slogan principali delle proteste, «Donna, Vita, Libertà»

I manifestanti organizzano piccoli e numerosi flash mob. Gli automobilisti hanno bloccato le strade con le loro auto per rallentare le forze di sicurezza; le strade sono state bloccate anche da cassonetti e da auto della polizia ribaltate. Le forze di sicurezza in moto tagliano il traffico, con i passeggeri che sparano sui manifestanti. In alcuni casi sono state utilizzate munizioni da paintball per contrassegnare i manifestanti; alcuni di loro hanno possedevano vestiti aggiuntivi per sostituire quelli marchiati, indossando delle maschere per evitare l'identificazione o rendendo inagibili le telecamere di pubblica sicurezza. Ci sono state anche forme di protesta simboliche, come i canti provenienti dai tetti delle case o dalle finestre, la tintura delle fontane di rosso sangue e la rimozione e l'incenerimento dell'hijab da parte delle donne, alcune delle quali si tagliano di capelli in pubblico. Dal momento in cui il turbante è visto come simbolo del regime, alcuni manifestanti si sono impegnati nel "lancio del turbante", facendolo cascare dal capo dei religiosi iraniani scappando poco dopo; riformatori come Ahmad Zeidabadi hanno criticato il gesto, affermando che la pratica potrebbe colpire studiosi non coinvolti.
Alcuni insegnanti e professori universitari hanno dichiarato il loro sostegno al movimento studentesco boicottando le lezioni o dimettendosi dal loro incarico.

### Vittime
Il 20 settembre Esmail Zarei Kousha, governatore della provincia del Kurdistan nordoccidentale, ha confermato i primi tre morti nelle proteste, dichiarando che le morti non sono state causate dalle forze di sicurezza. Al 26 settembre, il conteggio ufficiale delle autorità contava almeno tredici morti, mentre i notiziari televisivi controllati dallo stato suggerivano che almeno quarantuno persone fossero state uccisi tra manifestanti e forze di polizia. Secondo Iran Human Rights, al 29 novembre almeno 448 persone erano state uccise, di cui almeno 60 bambini. I certificati di morte ottenuti dall'organizzazione confermano che molti di loro sono morti a causa di proiettili. L'organizzazione per i diritti umani ha tuttavia affermato che, con gli attuali black out di Internet è difficile ottenere dati precisi e aggiornati. Secondo gli attivisti per i diritti umani in Iran, al 25 novembre 448 manifestanti, tra cui 63 minorenni, sono stati uccisi. Oltre alla stessa Amini, la morte di diverse donne è stata ampiamente riportata dai media. Per le famiglie dei manifestanti deceduti le autorità iraniane hanno insabbiato le uccisioni dei manifestanti facendo pressioni sulle famiglie delle vittime e inventando rapporti di suicidi o incidenti automobilistici.

Numero di manifestanti morti per provincia, dati di Iran Human Rights (13 maggio 2023)

Al 25 settembre, cinque membri del Basij erano stati uccisi dai manifestanti. Al 26 ottobre, quando un ufficiale dell'IRGC è stato ucciso a Malayer, trentatré membri delle forze di sicurezza sono deceduti. Il 25 novembre il conteggio aumenta a cinquantasette.
Le forze di sicurezza iraniane, assiame ai media statali, hanno falsamente cercato di affermare che diversi manifestanti morti erano in realtà miliziani del Basij uccisi dai «rivoltosi», facendo pressione sulle loro famiglie con minacce di morte in caso non volessero collaborare.

### Arresti e condanne a morte
Centinaia state detenute e maltrattate dalle autorità. Quest'ultime hanno utilizzato torture e maltrattamenti per ottenere false confessioni dai manifestanti sotto arresto. Al 13 ottobre 2022, secondo le notizie di stato iraniane, oltre un migliaio di persone sono state arrestate. Secondo il Comitato per la protezione dei giornalisti, almeno quaranta giornalisti sono stati arrestati. Fonti anonime citate dalla CBS News hanno affermato che molti manifestanti rifiutano di cercare assistenza medica a causa del timore di essere incarcerati.
Il 1º novembre è stato riferito che l'Iran aveva accusato circa un migliaio di persone a Teheran per il loro presunto coinvolgimento nelle proteste e stava tenendo processi pubblici contro gli accusati. Tuttavia, i rapporti dell'agenzia di stampa ISNA, allineata allo Stato, hanno affermato che solo 315 persone sono state incriminate con più di 700 incriminate in altre province. Una rete informale di attivisti all'interno del Paese, denominata Comitato volontario per il monitoraggio della situazione dei detenuti, ha affermato che al 30 ottobre le agenzie di intelligence hanno riferito dell'arresto di 130 difensori dei diritti umani, 38 difensori dei diritti delle donne, 36 attivisti politici, 19 avvocati e 38 giornalisti insieme ai cittadini manifestanti. L'organizzazione ha pubblicato anche un conteggio aggiuntivo di 308 studenti universitari e 44 minori che sono stati arrestati dalle forze iraniane.
Nel novembre 2022, un tribunale rivoluzionario di Teheran ha emesso la sua prima condanna a morte nei confronti di uno dei manifestanti con l'accusa di moharebeh (محاربة‎, lett. "lotta contro Dio"), «corruzione sulla Terra» e «[di] appiccare il fuoco in un centro governativo, turbare l'ordine pubblico e collusione per la commissione di reati contro la sicurezza nazionale». Il primo ministro canadese Justin Trudeau ha twittato false informazioni secondo cui lo stato iraniano aveva imposto la pena di morte a quasi 15 000 manifestanti; il tweet è stato rimosso undici ore dopo. Il 23 novembre Farideh Moradkhani, nipote del leader supremo iraniano, è stato arrestato a Teheran dopo aver invitato i governi stranieri a tagliare i rapporti con l'Iran a seguito delle repressioni di protesta del governo.

## Reazioni

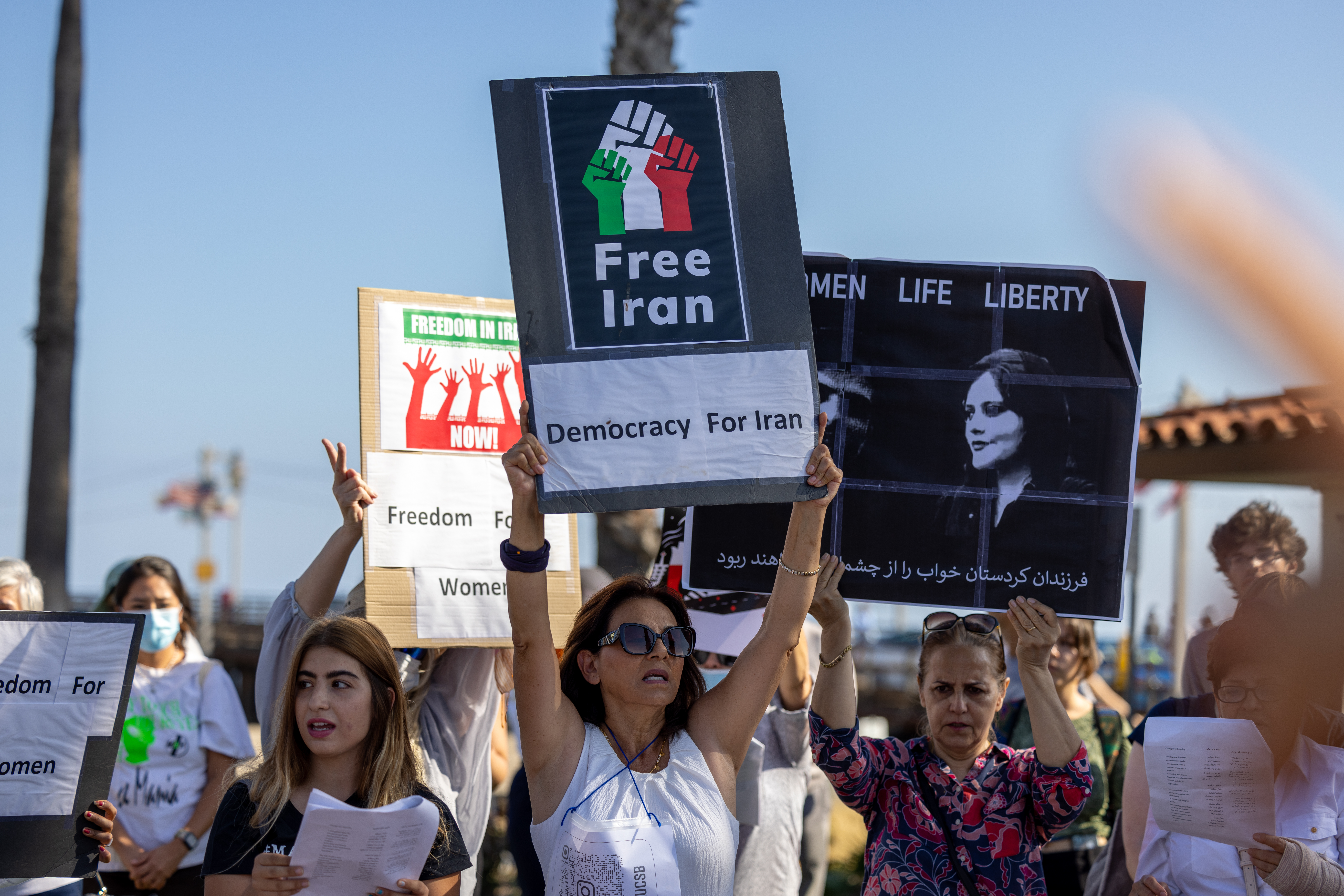
Una protesta solidale tenutasi a Santa Barbara, negli Stati Uniti d'America

Secondo la BBC, a partire dal novembre 2022 l'opinione pubblica occidentale è fortemente dalla parte dei manifestanti. Per i governi occidentali, le proteste competono per la priorità con altre questioni come la nuclearizzazione iraniana e le spedizioni di armi iraniane alla Russia. Molte ONG internazionali hanno condannato esplicitamente il governo iraniano per la violenta repressione, ma le Nazioni Unite hanno rifiutato di seguirne l'esempio, limitandosi invece a dichiarazioni di preoccupazione.
Il 22 settembre, il principale corrispondente internazionale della CNN Christiane Amanpour avrebbe dovuto intervistare il presidente Ebrahim Raisi a New York, dopo la sua apparizione all'assemblea generale delle Nazioni Unite. Amanpour aveva in programma di parlare con Raisi di diverse questioni internazionali, tra cui la morte di Amini e le conseguenti proteste. L'intervista sarebbe stata la prima volta che Raisi avrebbe parlato con i media statunitensi sul suolo americano. Quaranta minuti dopo l'inizio dell'intervista e prima dell'arrivo del presidente, un aiutante del leader iraniano ha dichiarato che l'incontro non si sarebbe svolto a meno che Amanpour non avesse indossato il velo, riferendosi alla «situazione in Iran» e chiamandola «una questione di rispetto». Amanpour ha risposto che non poteva accettare la «condizione senza precedenti e inaspettata», e in seguito ha riflettuto sulla situazione, dicendo che durante le interviste al di fuori dell'Iran «non mi è mai stato chiesto da nessun presidente iraniano [...] di indossare il velo».

Diverse donne iraniane che vivono in India hanno manifestato contro il governo iraniano e hanno bruciato i loro hijab in segno di protesta.

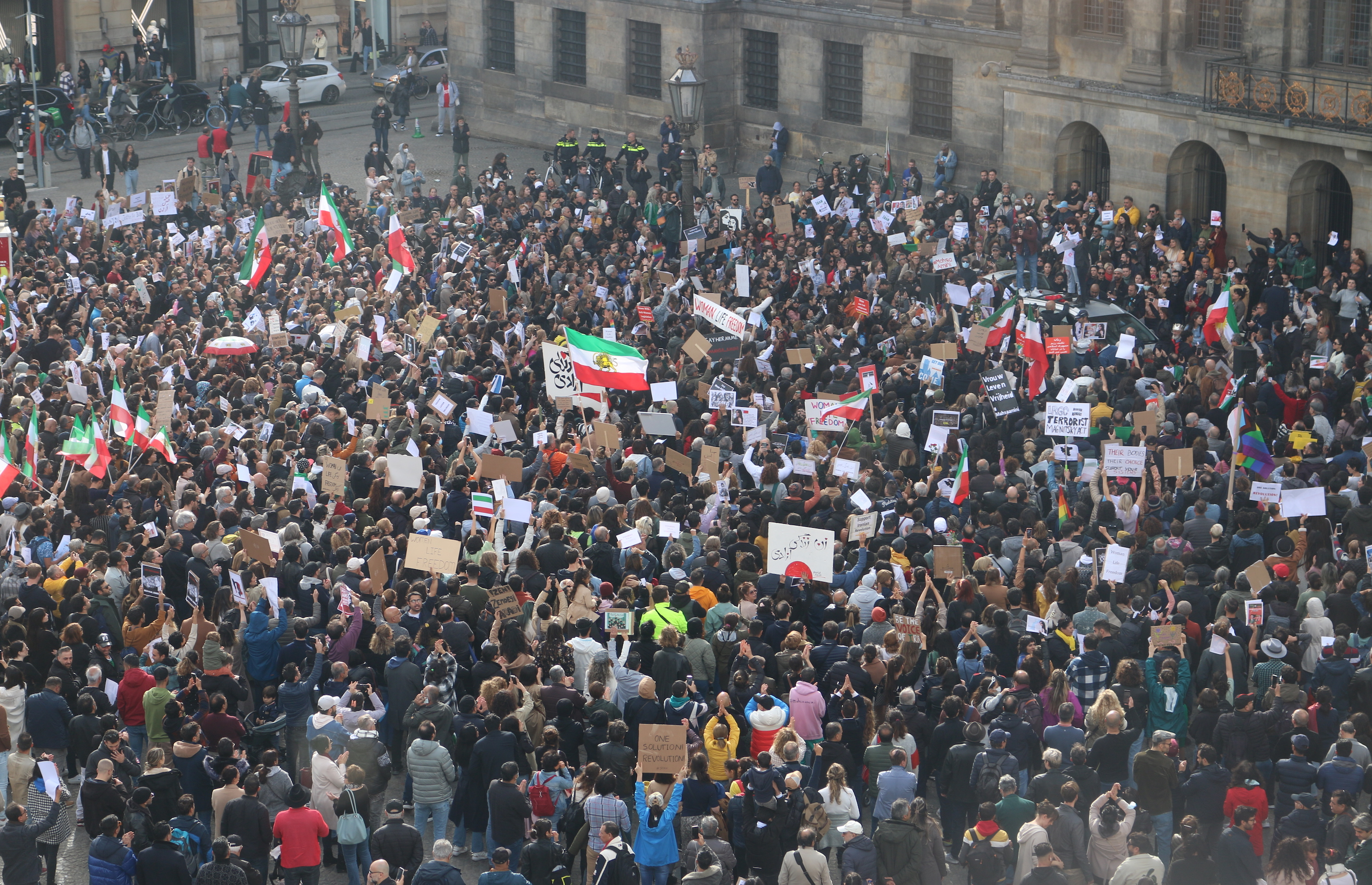
Manifestazione della comunità persiana olandese contro il regime teocratico ad Amsterdam

Il 24 settembre, il ministero degli Esteri iraniano ha convocato gli ambasciatori di Regno Unito e Norvegia a causa di quella che considerava la loro «posizione interventista». In particolare, le autorità iraniane hanno protestato contro «l'ostilità» presumibilmente creata dai media londinesi in lingua persiana, nonché le dichiarazioni del presidente del parlamento norvegese Masud Gharahkhani, nato in Iran, a sostegno delle proteste. Il governo iraniano ha affermato che i gruppi curdi in Iraq hanno sostenuto le proteste e lanciato attacchi contro la regione del Kurdistan iracheno. Un attacco di droni e missili del 28 settembre contro un gruppo di opposizione iraniano-curdo in Iraq ha ucciso almeno quattordici persone, tra cui una statunitense con il suo neonato. Gli Stati Uniti hanno condannato l'attacco e minacciato ulteriori sanzioni contro l'Iran.
Il 3 ottobre, Ali Khamenei ha commentato per la prima volta la morte di Amini e ha detto che «[la sua] morte mi ha profondamente spezzato il cuore», definendola un «incidente amaro» e dando il suo pieno sostegno alle forze di sicurezza contro i manifestanti. Khamenei ha liquidato i disordini diffusi come «rivolte» causate da Stati stranieri e dissidenti all'estero. Il 10 ottobre, il portavoce del ministero degli Esteri iraniano Nasser Kanaani ha invitato gli stranieri a «rispettare le nostre leggi» e ha osservato che l'Iran aveva arrestato nove cittadini dell'Unione europea per aver sostenuto le proteste.
Il 2 novembre Khamenei ha descritto gli eventi delle settimane precedenti come «una guerra ibrida», affermando che «i giovani che sono scesi in piazza sono i nostri stessi figli». In Europa e Nord America, migliaia di manifestanti hanno espresso solidarietà con i manifestanti iraniani.

### Governo iraniano
Il governo cerca di impedire ai manifestanti di coordinarsi e di riunirsi sotto una leadership unificata. Poiché, storicamente, alcuni militari professionisti hanno disobbedito agli ordini di attaccare il proprio popolo (come ad esempio durante il Putsch di agosto), l'Iran preferisce fare affidamento sulle forze del Basij per far rispettare l'ordine interno contro i manifestanti. Con il supporto tecnologico proveniente da Cina e Russia, lo Stato mantiene la capacità di chiudere i servizi Internet e la rete telefonica. In caso i manifestanti disabilitino il tracciamento dei loro telefoni, il governo tenta di rintracciarli e identificarli tramite il GPS dei cellulari. Secondo alcune fonti, lo Stato utilizza le ambulanze come mezzo di trasporto segreto per spostare le forze di sicurezza e rapire i manifestanti. Le interviste della CNN hanno accusato l'Iran di aver utilizzato tattiche come confessioni forzate, minacce a familiari non coinvolti e torture – comprese scosse elettriche, annegamento simulato e finta esecuzione. Secondo testimonianze e video presenti sui reti sociali, le autorità iraniane compiono violenze sessuali contro i manifestanti. Un'indagine della CNN è stata in grado di corroborare molti di questi resoconti, incluso il caso di un dissidente politico brutalmente stuprato durante la custodia.

#### Black outdelle comunicazioni
A partire dal 19 settembre il governo iraniano ha bloccato l'accesso a specifici servizi Internet e ne ha ripetutamente interrotto la fruizione, facendo in egual modo con la rete telefonica in modo sia da impedire che immagini e video delle proteste raggiungessero un pubblico mondiale che per ostacolare un'organizzazione efficace da parte dei manifestanti. Secondo il gruppo di monitoraggio di Internet NetBlocks, queste sono «le restrizioni Internet più severe dal massacro di novembre 2019», quando durante le proteste del 2019-2020 la rete è stata completamente disattivata per una settimana; giorni nei quali 1 500 manifestanti sono stati uccisi dalle forze governative. Le interruzioni durante le attuali proteste sono state più brevi e meno diffuse rispetto al black out del 2019, ma sono state ampiamente aggirate. I cittadini iraniani sono passati da un servizio all'altro a seconda di ciò che funzionava.
Prima delle proteste, l'accesso alla rete era già fortemente limitato in quella che NetBlocks chiama una «rete di filtri». Oltre cinque milioni di siti web sono stati bloccati, così come molti domini. Le reti sociali erano particolarmente limitati: Facebook, Telegram, TikTok e Twitter erano stati tutti precedentemente bloccati dopo le proteste post-elettorali del 2009. Tuttavia, questi blocchi non sono del tutto efficaci: Twitter è ancora ampiamente utilizzato dagli iraniani, e viene utilizzato anche Telegram. Instagram e Whatsapp erano stati autorizzati ed erano popolari in Iran; solo dall'inizio delle proteste i servizi sono stati bloccati a livello regionale – a Saqqez e Sanandaj – per alcuni giorni a partire dal 19 settembre. Due giorni dopo le restrizioni si sono diffuse a livello nazionale. I media statali iraniani hanno affermato che le limitazioni imposte sono dovute a preoccupazioni di «sicurezza nazionale». Il blocco di Whatsapp è stato abbastanza efficace, ma Instagram è rimasto molto utilizzato. A partire dal 24 settembre, l'accesso a Skype è stato bloccato. Dal 29 settembre sono stati bloccati anche l'App Store, il Google Play e LinkedIn.
Molti iraniani hanno utilizzato le VPN per aggirare i filtri di Internet. Le VPN sono illegali in Iran, e le continue interruzioni della connessione, la bassa velocità di Internet e la carenza di larghezza di banda hanno reso il servizio increscioso. Viene utilizzato anche Tor, e Psiphon è popolare.
È stato anche segnalato che i messaggi di testo vengono filtrati e le comunicazioni che menzionano il nome di Amini vengono bloccate dalla consegna al destinatario. Gli iraniani hanno iniziato a utilizzare client di messaggistica istantanea crittografati end-to-end. WhatsApp ha dichiarato che stanno lavorando per mantenere gli utenti iraniani connessi e non bloccheranno i numeri di telefono iraniani;  tuttavia, il servizio è stato bloccato con successo per gran parte delle proteste. Telegram è ampiamente utilizzato, soprattutto da attivisti e giornalisti, così come Signal, che ha chiesto alla comunità tecnologica e ai volontari internazionali di eseguire server proxy – per aggirare i blocchi sui server dell'applicazione. Tuttavia, l'uso di Signal è stato ostacolato dal blocco iraniano dei codici di testo di convalida degli SMS che il servizio tenta di inviare ai suoi utenti.
Oltre a bloccare selettivamente i siti web, l'intera rete è stata ripetutamente chiusa e tagliata fuori dal mondo al di fuori dell'Iran. Il costo stimato di questi blocchi è di 37 milioni di dollari giornalieri. Diversi gruppi di monitoraggio hanno documentato continui black out della connettività che interessano i maggiori gestori di telefonia mobile iraniani, utilizzando un «modello di interruzioni in stile coprifuoco» che dura dodici ore alla volta. Anche la velocità di Internet è stata ridotta nei momenti in cui le persone sono per strada, probabilmente per impedire loro di caricare video. Con la diffusione delle manifestazioni in oltre ottanta città in tutto il paese, il governo ha ripetutamente chiuso le reti mobili. Man mano che le proteste andavano avanti, le antenne dei cellulari 4G che coprivano le aree delle proteste sono state chiuse, in modo che i dati mobili non fossero disponibili per i manifestanti.

#### Riforme politiche
Nel mese di dicembre 2022, il governo ha posto sotto revisione la legge sull'obbligatorietà dell'hijab.

### Organizzazioni internazionali
Il Servizio europeo per l'azione esterna (SEAE) ha condannato la morte di Amini in un comunicato, chiedendo al governo iraniano di «assicurare che i diritti fondamentali dei suoi cittadini siano rispettati». Il 4 ottobre, il responsabile della politica estera dell'Unione europea Josep Borrell, ha affermato che l'Unione stava prendendo in considerazione di attuare delle sanzioni contro l'Iran. Al 7 ottobre, Danimarca, Francia, Germania e Italia hanno richiesto l'applicazione di sanzioni da parte dell'Unione europea nei confronti dell'Iran.
Il 27 settembre, il segretario generale delle Nazioni Unite António Guterres ha pubblicato una dichiarazione in cui invitava le forze di sicurezza iraniane ad «astenersi dall'usare una forza non necessaria o sproporzionata». Nada al-Nashif, vice dell'Alto Commissario delle Nazioni Unite per i diritti umani ad interim, ha espresso preoccupazione per la morte di Amini e per la risposta delle autorità iraniane alle conseguenti proteste. Ravina Shamdasani, portavoce dell'Alto Commissariato delle Nazioni Unite per i diritti umani, diversi giorni dopo ha esortato la leadership clericale iraniana a «rispettare pienamente i diritti alla libertà di opinione, espressione, riunione pacifica e associazione». Shamdasani ha aggiunto che i rapporti specificano che «sono stati arrestati anche centinaia, tra cui difensori dei diritti umani, avvocati, attivisti della società civile e almeno diciotto giornalisti», aggiungendo che «in migliaia hanno aderito a manifestazioni antigovernative in tutto il Paese negli ultimi undici giorni. Le forze di sicurezza hanno risposto a volte con munizioni vere». Il 22 novembre l'Ufficio dell'Alto Commissariato per i Diritti Umani ha dichiarato che più di 300 persone, tra cui 40 minorenni, sono state finora uccise dal governo iraniano dall'inizio delle proteste.

### Cinema
- Il seme del fico sacro (in persiano دانه‌ی انجیر معابد, Dāne-ye anjīr-e ma'ābed, lett. "Il seme del fico dei templi") è un film del 2024 diretto da Mohammad Rasoulof.